# モール・ミュージック
モール・ミュージック(morr music)は、ドイツ・ベルリンのレコードレーベルである。テクノ、とくにエレクトロニカやIDMを中心としたリリースを行っている。

## 概要
1991年にトーマス・モールによって設立された。所属するアーチストの多くはエレクトロニカやIDMに分類されるが、ボーカルをのせたロック風な楽曲や、チープな電子音を使用してチップチューン寄りの楽曲をリリースするアーチストもいる。
レーベルとしての活動はドイツ内だけでなく、アメリカやカナダ、日本などへのツアーが開催されていることから世界規模であると言える。

## 主要アーチスト
- B.Fleischmann
- Arovane
- Guitar
- Herrmann & Kleine (Christian Kleine)
- Isan
- Manual (Limp)
- mum
- Phonem
- Solvent
- Styrofoam
- Seabear